# Orlando Contreras Castro
Orlando Contreras Castro (Santiago, Chile, 25 de enero de 1937-La Habana, Cuba, 12 de enero de 2015) fue un filólogo, profesor, corresponsal, y periodista chileno.
Fue residente cubano y estudió filología en la Facultad de Letras de la Universidad de La Habana. Se desempeñó como corresponsal de la agencia Prensa Latina en Chile. Trabajó dando cobertura a importantes acontecimientos, incluidos los viajes del Fidel Castro a varios países.
Fue ganador del Premio Nacional de Periodismo José Martí en 1999.
Falleció el 9 de febrero de 2015 a los 77 años.